# Жаркова, Анна Петровна
А́нна Петро́вна Жарко́ва (12 [25] августа 1918 — 10 июня 1994) — железнодорожный работник; Герой Социалистического Труда, одна из первых женщин, удостоенных этого звания.

## Биография
Анна Жаркова родилась 12 (25) августа 1918 года в селе Русское Труево.
С 1938 года работала стрелочницей в Мурманской области сначала на станции Кировск, затем на станции Кандалакша. Позже, уже в звании старшей стрелочницы, была переведена на станцию Алакуртти Кировской железной дороги. В ходе Великой Отечественной войны организовывала железнодорожное движение на станциях Мурманской области, расположенных в непосредственной близости к линии фронта. В 1942 году была назначена делопроизводителем на станции Кировск и дежурной на станциях Африканда и Кандалакша.
Во время войны неоднократно проявляла героизм, продолжая работу во время бомбёжек. Однажды, в ходе очередной бомбёжки, получила ранения обеих ног и всё равно не покинула свой пост. Участвовала в задержании вражеского разведчика. В 1943 году в числе первых трёх железнодорожниц Анна Петровна Жаркова была удостоена высшей трудовой награды — звания Героя Социалистического Труда, за «особые заслуги в деле обеспечения перевозок для фронта и народного хозяйства и выдающиеся достижения в восстановлении железнодорожного хозяйства в трудных условиях военного времени».
В 1944 году Анна Петровна была переведена на Литовскую железную дорогу на должность инструктора технического обучения на станции Каунас. В 1945 году вернулась на родину в Пензенскую область, где работала сначала заместителем, а с 1950 года — начальником вокзала станции Кузнецк. На последней должности Анна Жаркова проработала более 30 лет, до выхода на пенсию в 1981 году. Проживая в Кузнецке, избиралась в городской совет депутатов.
Кроме звания Героя Социалистического Труда среди наград Анны Петровны Жарковой: орден Ленина, медаль «За боевые заслуги», ряд других медалей, три знака «Почётный железнодорожник».